# 王麟超
王麟超（？—？），直隶正定人，是一名清朝政治人物。拔贡出身。
王麟超曾于1752年接替乔守仁任娄县知县一职，1752年由王纬接任。